# Josse Boutmy
Josse Boutmy (Charles-Joseph) (* 1. Februar 1697 in Gent; † 27. November 1779 in Brüssel) war ein aus den  Österreichischen Niederlanden stammender Komponist und Cembalist.

## Leben
Josse Boutmy stammte aus einer alteingesessenen, aus Mons stammenden Musikerfamilie, bereits der Großvater, sein Vater Jacques Boutmy (1646–1722) und mehrere Geschwister waren Musiker. Er trat 1736 in den Dienst des Prinzen Thurn und Taxis in Brüssel und war gleichzeitig Cembalolehrer der Prinzessin von Arenberg und Kinder des Regenten Karl Alexander von Lothringen „toutes jeunes Seigneurs et Dames de la Cour de Charles de Lorraine“. Von 1744 bis 1777 war er Organist der „Chapelle royale“ in Brüssel. Drei der 16 Kinder Josse Boutmys wurden ebenfalls Musiker, darunter Jean-Baptiste Joseph Boutmy (* 29. April 1725 in Brüssel, † nach 1782 in Kleve).

## Familie
Sein älterer Bruder Jacques-Adrien Boutmy (1683–1719) war Organist an der Kathedrale von Brüssel. Seine Schwester Catherine Boutmy (* 1680), war von 1700 bis 1709 Organistin der Benediktiner Abtei von Forest/Vorst. Sie heiratete den zuerst in Gent und später in Bordeaux tätigen Geiger und Tanzmeister Noë Pierre Emanuel Loeillet (1651–1735).

## Werke (Veröffentlicht)
- Petites suites de pièces de clavecin (Brüssel, zwischen 1736 und 1738)[2]
- Premier livre (Paris, 1738)
- Second livre (Paris, 1740–1744)
- Troisième livre (Brüssel, um 1749), dem Regenten Karl Alexander von Lothringen gewidmet.

Der musikalische Stil Boutmys ist eine Synthese der verschiedenen europäischen Einflüsse. Er integrierte französische Elemente, die den Vorbildern eines François Couperin, Jacques Duphly oder Jean-Philippe Rameau entsprachen, und nutzte dabei deren extensive französische Verzierungstechnik. Anderseits haben seine Werke stilistische Merkmale der Werke Händels. Seine Werke folgten dem älteren Modell der klassischen Suite. In seinem dritten Livre näherte er sich dem galanten Stil eines Domenico Scarlatti; insgesamt Merkmale, wie man sie ähnlich bei seinem Brüsseler Kollegen Joseph-Hector Fiocco vorfindet.